# The Heavy Entertainment Show Tour
The Heavy Entertainment Show Tour – dwunasta trasa koncertowa Robbie’ego Williamsa; w jej trakcie odbyło się czterdzieści osiem koncertów.

## Program koncertów
1. „God Bless Our Roble”
2. „The Heavy Entertainment Show”
3. „Let Me Entertain You”
4. „Monsson” (z fragmentem coveru „Y.M.C.A.”)
5. „Party Like a Russian”
6. „Minnie the Moocher”
7. „The Flood”
8. „Freedom 90" (cover George’a Michaela)
9. „Love of My Life”
10. Sekcja acapella:
  1. „Livin’ on a Prayer”
  2. „Take On Me”
  3. „Rehab”
  4. „The Best”
  5. „Kiss”
  6. „Don’t You Want Me”
  7. „Stayin’ Alive”
  8. „U Can’t Touch This”
  9. „She’s The One”
  10. „Old Before I Die”
  11. „Candy”
  12. „Here Comes the Hotstepper”
  13. „You’re the One That I Want”
  14. „Come Undone”
  15. „Everything Changes”
  16. „Back for Good”
11. „Come Undone”
12. „Never Forget”
13. „Millennium” (tylko Europa)
14. „Somethin’ Stupid”
15. „Rudebox”
16. „Kiss”
17. „Sweet Caroline” (cover Neila Diamonda)
18. „Motherfucker”
19. „Hey Jude” (cover The Beatles)
20. „Seven Nation Army” (cover The White Stripes) (tylko Europa)
21. „Feel”
22. „Rock DJ”
23. „Strong”
24. „Angels”
25. „My Way” (cover Franka Sinatry)

## Lista koncertów
1. 1 czerwca 2017 – Manchester, Anglia – Etihad Stadium
2. 2 czerwca 2017 – Manchester, Anglia – Etihad Stadium
3. 6 czerwca 2017 – Southampton, Anglia – St Mary’s Stadium
4. 9 czerwca 2017 – Edynburg, Szkocja – Murrayfield Stadium
5. 13 czerwca 2017 – Coventry, Anglia – Ricoh Arena
6. 17 czerwca 2017 – Dublin, Irlandia – Aviva Stadium
7. 21 czerwca 2017 – Cardiff, Walia – Principality Stadium
8. 23 czerwca 2017 – Londyn, Anglia – London Stadium
9. 26 czerwca 2017 – Drezno, Niemcy – DDV-Stadion
10. 28 czerwca 2017 – Düsseldorf, Niemcy – Esprit Arena
11. 1 lipca 2017 – Paryż, Francja – AccorHotels Arena
12. 4 lipca 2017 – Nijmegen, Holandia – Goffertpark
13. 8 lipca 2017 – Werchter, Belgia – Werchterpark
14. 11 lipca 2017 – Hanower, Niemcy – HDI-Arena
15. 14 lipca 2017 – Werona, Włochy – Stadio Marcantonio Bentegodi
16. 15 lipca 2017 – Lukka, Włochy – Plac Napoleoński
17. 17 lipca 2017 – Barolo, Włochy – Collisioni Festival
18. 19 lipca 2017 – Frankfurt, Niemcy – Commerzbank-Arena
19. 22 lipca 2017 – Monachium, Niemcy – Stadion Olimpijski
20. 25 lipca 2017 – Berlin, Niemcy – Waldbühne
21. 26 lipca 2017 – Berlin, Niemcy – Waldbühne
22. 29 lipca 2017 – Sztokholm, Szwecja – Tele2 Arena
23. 1 sierpnia 2017 – Trondheim, Norwegia – Granåsen Arena
24. 4 sierpnia 2017 – Bergen, Norwegia – Bergenhus Fortress
25. 7 sierpnia 2017 – Kopenhaga, Dania – Parken
26. 10 sierpnia 2017 – Tampere, Finlandia – Ratinan Stadion
27. 16 sierpnia 2017 – Wilno, Litwa – Vingis Park
28. 19 sierpnia 2017 – Praga, Czechy – Lotnisko Letňany
29. 23 sierpnia 2017 – Budapeszt, Węgry – Groupama Aréna
30. 26 sierpnia 2017 – Wiedeń, Austria – Ernst-Happel-Stadion
31. 29 sierpnia 2017 – Klagenfurt, Austria – Wörthersee Stadion
32. 2 września 2017 – Zurych, Szwajcaria – Letzigrund Stadion
33. 14 lutego 2018 – Auckland, Nowa Zelandia – Spark Arena
34. 17 lutego 2018 – Dunedin, Nowa Zelandia – Forsyth Barr Stadium
35. 20 lutego 2018 – Brisbane, Australia – Brisbane Entertainment Centre
36. 22 lutego 2018 – Melbourne, Australia – Rod Laver Arena
37. 24 lutego 2018 – Melbourne, Australia – Rod Laver Arena
38. 25 lutego 2018 – Melbourne, Australia – Rod Laver Arena
39. 28 lutego 2018 – Sydney, Australia – Quodos Bank Arena
40. 1 marca 2018 – Sydney, Australia – Quodos Bank Arena
41. 3 marca 2018 – Geelong, Australia – Mt Dundeed Estate
42. 4 marca 2018 – Adelaide, Australia – Adelaide Street Circuit
43. 7 marca 2018 – Perth, Australia – Perth Arena
44. 5 listopada 2018 – Santiago, Chile – Movistar Arena
45. 8 listopada 2018 – Asunción, Paragwaj – Hipódromo de Asunción
46. 10 listopada 2018 – Buenos Aires, Argentyna – Club Ciudad de Buenos Aires
47. 15 listopada 2018 – Guadalajara, Meksyk – Arena VFG
48. 17 listopada 2018 – Meksyk, Meksyk – Autódromo Hermanos Rodríguez